# Ортоскоп (тренировочный прибор)
Ортоскоп — разновидность вспомогательного оснащения, используемого для тренировочных целей во время приобретения навыков ведения огня из огнестрельного оружия. Представляет из себя оптический прибор или механическое приспособление для обеспечения визуального контроля над процессом прицеливания при ведении огня обучаемым (учеником) и давая возможность обучающему (тренеру) наблюдать положение мушки в прорези прицела.
Различные модели ортоскопов нашли широкое применение не только в спортивных стрелковых дисциплинах, но и при обучении личного состава вооружённых сил. Причём отмечается, что появившись в начале XX века эти приборы дошли до наших дней практически без изменений и до сих пор активно задействуются в тренировочном процессе. Например, в состав командирского ящика КЯ-73 входит три диоптрических ортоскопа и один оптический, а также вспомогательные аксессуары к ним.